# XVI століття до н. е.

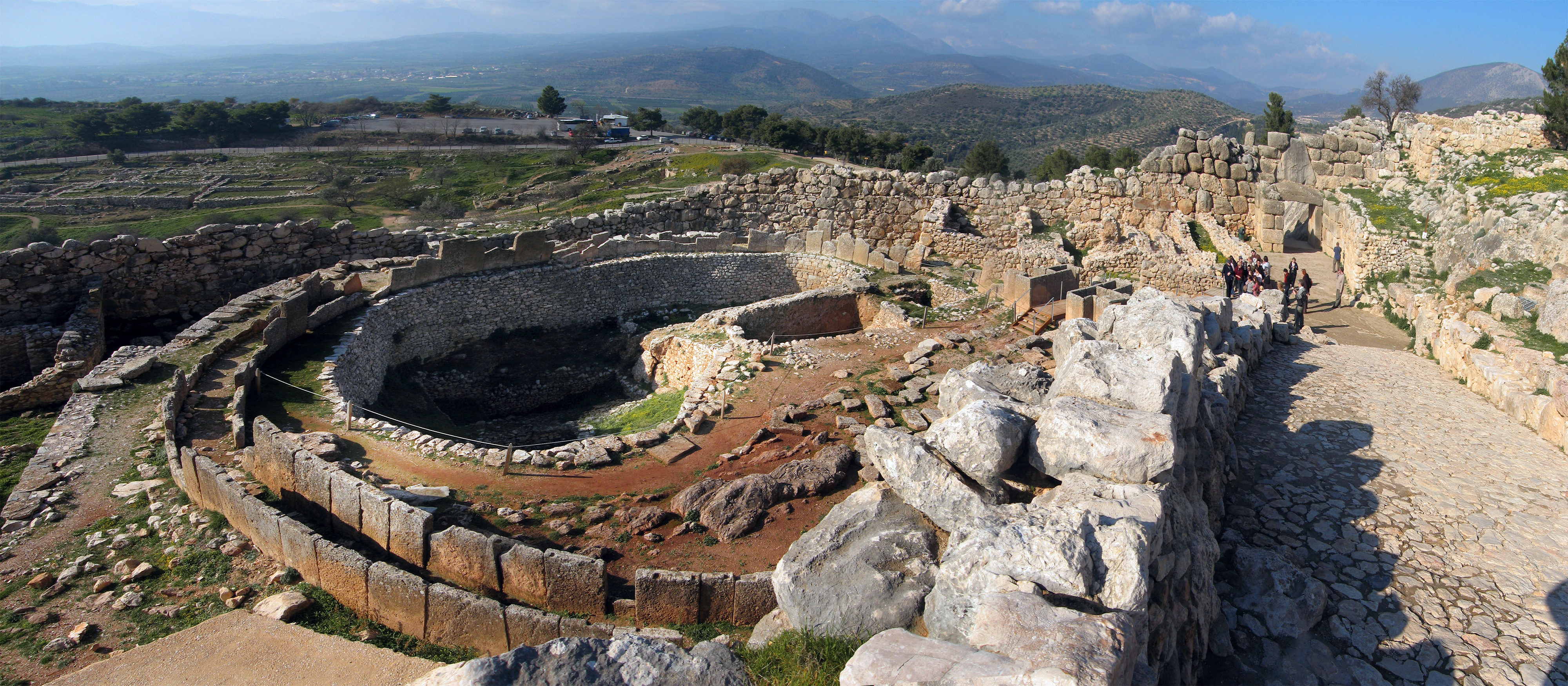
Королівське могильне коло у Мікенах, Греція

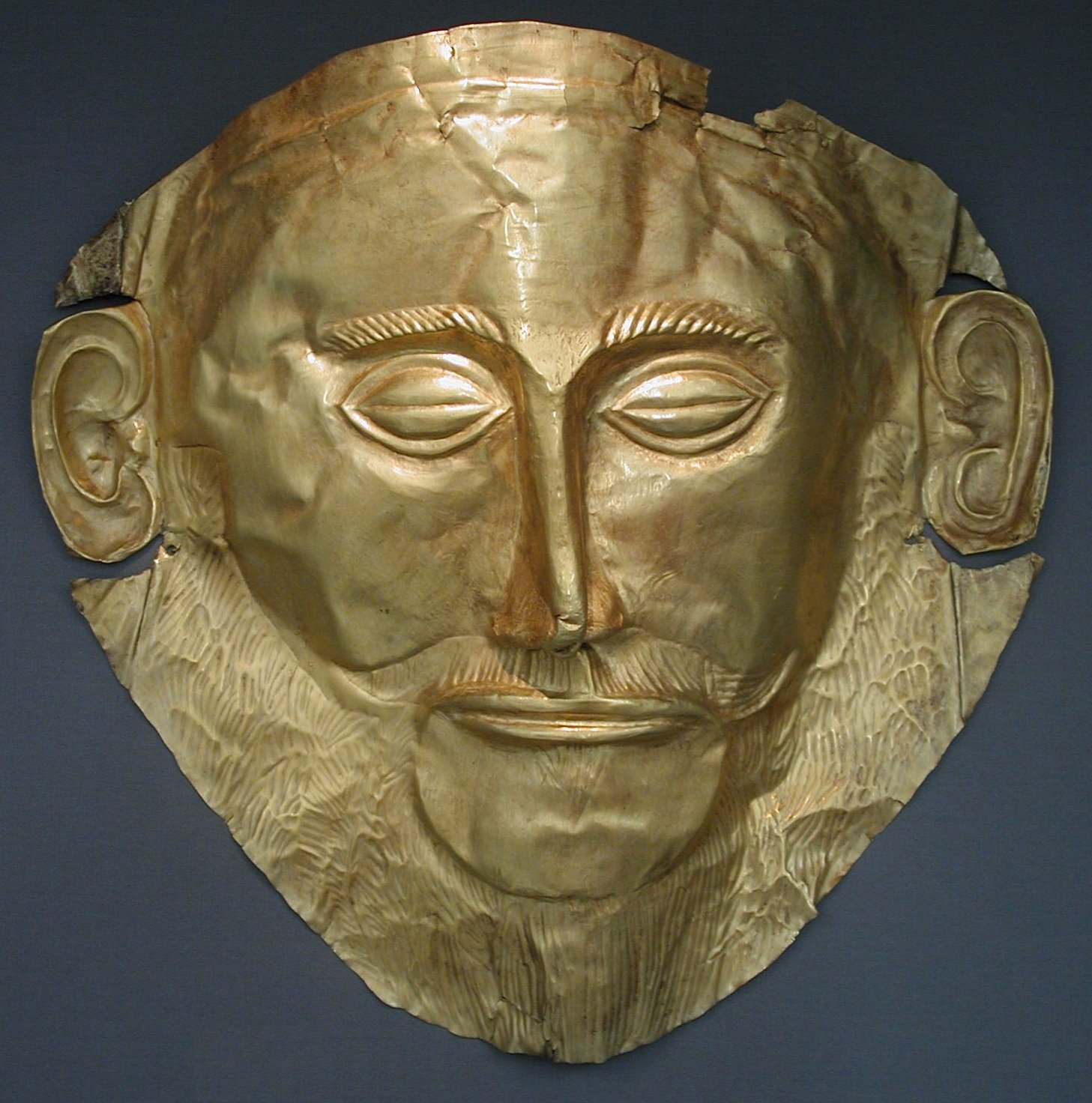
Маска Агамемнона, знайдена в одній з могил

16 століття до н. е. — період від 1 січня 1600 до 31 грудня 1501 років.

## Важливі особи
- Яхмос I — єгипетський фараон.
- Аменхотеп I — єгипетський фараон.

## Епохи
- З 1550 року розпочався середній період бронзової доби  в Центральній Європі[1].
- 1552–1069 (Бл.1570-бл.1050) — Нове царство в Єгипті.

## Події

### Єгипет
- 1556–1550 (1576–1570) — Фараон 17-ї династії Камос. Похід на північ та великі перемоги над гіксосами. Храмові комплекси в Карнаку та Луксорі.
- 1550–1295 — 18-я династія в Єгипті.
- 1550–1525 (1570–1546) — Фараон Яхмос I, брат Камеса, засновник 18-ї династії.
- 1547 (1567) — Після облоги та кількох битв на воді та суші Яхмес бере Аваріс. Вигнання гіксосів з Єгипту.
- Бл.1542 — Взяття єгиптянами після трирічної облоги фортеці Шаррукен в Південній Палестині.
- 1540 — Остаточна перемога Яхмоса над гіксосами та об'єднання Єгипту.
- 1530-і роки — Похід Яхмоса в Ефіопію. Приєднання Північної Ефіопії. На півдні піднімається заколот, але Яхмос залишається переможцем у річковій битві. Придушення заколоту. Придушення другого заколоту.
- 1525–1504 (1551–1524) — Фараон Аменхотеп I. Виділення Північної Ефіопії в намісництво.
- 1504–1492 (1524–1518) — Фараон Тутмос I (Джехутімес), брат дружини Аменхотепа I. На півдні просуває кордон за треті пороги. Похід через Палестину та Сирію до Євфрату. Перемога над військами Мітанні. Початок перебудови Карнацького храму в Фівах. Перший фараон, похований в Долині Царів.
- 1532 рік до н. е.. — заснування Нового царства в Єгипті, вигнання гіксосів

### Близький Схід
- Бл. 1600 — Взяття Мурсілі Халпі, що була опорним пунктом гіксосів.
- 1595 — Взяття хетами царя Мурсія Вавилона.
- Бл. 1590 — Загибель Мурсілі в результаті палацової змови. Початок палацових чвар.
- Бл. 1590 — 1588 — після відходу хетів царі «країни моря» завоювали Вавилон та створили 2-у вавилонську династію.
- Бл. 1570 (1518) — Завоювання касситами правителя Агуму Вавилонії. Заснування 3-ї Вавилонської династії.
- Бл. 1525–1500 — Цар хетів Телепіну. Введення закону про престолонаслідування.
- Середина 2 тисячоліття — Столицею Ассирії стає Ашшур.
- Середина 2 тис. — Найдавніші фінікійські написи алфавітним листом.
- З 1600 по 1490 рік до н. е..: стародавнє царство хетів зі столицею в Хаттусі
- Середина 2 тисячоліття — Гегемоном на півночі Фінікії є Угарит, а в центрі — Тір.
- У XVI ст. до н. е. в хетських клинописних текстах з'являються перші згадки про давню вірменську державу — Хайаса.

### Інші регіони
- Бл. 1600 — близько 1200 — Культура Куікайнен (Фінляндія) кам'яної доби.
- З 1600 — пізньомінойський та пізньоелладський періоди. Розквіт бронзової доби.
- Бл. 1600 — Грецькі гопліти починають використовувати захисне озброєння в бою.
- Бл. 1600 — Розвиток та посилення Мікен.
- Бл. 1550 — Нове руйнування Кносса.
- 16 століття — Найбільший розквіт Криту.
- 16 століття — Перші поселення на місці сучасних Афін.
- Середина 2 тис. — Розквіт бронзової доби в середній течії Дунаю, на Дністрі та в Середньому Придніпров'ї. Об'єднання комаровської та лужицької культур у Центральній Європі. Розквіт культури Терамарі на Дунаї і в Північній Італії.
- Середина 2 тисячоліття — Спорудження стін Мікен.
- Середина 2 тисячоліття — Заснування мікенцями колонії Тарант в Південній Італії.
- Середина 2 тисячоліття — Вторгнення арійських племен з Центральної Азії на Іранське плато.
- Середина 2 тис. — Поширення Андронівської культури в Середній Азії.
- Середина 2 тис. — Найдавніша ієрогліфічна писемність в Китаї.

У Китаї
- Бл. 1600 — Повалення династії Ся (напівлегендарне) та встановлення влади Шан-Інь.
- Втеча Шун Вея в степи.